# Labeobarbus habereri
Labeobarbus habereri es una especie de peces de la familia Cyprinidae, orden Cypriniformes.
Son peces dulceacuícolas del río Ya (cuenca del río Congo) y de la cuenca del río Sanaga, que pueden llegar alcanzar los 16,2 cm de longitud total.